# Ministrant
Ministrant (»poslužitelj«, lat. ministrare - služiti) je osoba koja pomaže svećeniku tijekom mise, ophoda, klanjanja i ostalih pobožnosti te sudjeluje u njihovoj pripremi, kao i općenito u životu župe i radu župnika. Riječ »ministrant« dolazi od latinskog glagola ministrare, služiti. Ministrant nosi bijelu haljinu s povezom one boje koja odgovara svećenikovoj misnici. Zaštitnik ministranata je sveti Tarzicije. Udruga koje okuplja ministrante je Coetus internationalis ministrantium u Rimu.

## Dužnosti
Ministrant: 
- priprema oltar
- prinosi darove (hostija i vino)
- donosi ampulice
- donosi misnu knjigu (misal)
- zvoni zvoncem za vrijeme transsupstancijacije (pretvorbe), najvažnijeg dijela mise
- sakristan priprema bogoslužje za početak svete mise

Stariji ministranti ponekad čitaju misna čitanja ili molitvu vjernika. 
Boja poveza ovisi je li Uzašašće, Božić ili Uskrs (na koje se nose bijeli ili žuti povezi), nedjelje vremena "kroz godinu" (nose se zeleni povezi), korizma, sprovod ili došašće (ljubičasti povezi), te blagdani mučenika, Veliki petak i Duhovi (crveni povez). 
Ministranti su počašćeni svojom službom koja je sama svoj dar, jer oni su do svećenika najbliži oltaru i Isusu Kristu u pretvorbi.

## Zaštitnici
- Sveti Tarzicije
- Sveti Nikola[2]
- Sveti Alojzije Gonzaga
- Sveti Ivan Berchmans
- Sveti Dominik Savio
- Sveti Stanislav Kostka

## Vanjske poveznice
| Portal:Kršćanstvo | Portal: Kršćanstvo |

- ministrant.net  Arhivirana inačica izvorne stranice od 23. siječnja 2010. (Wayback Machine)